# Kislippó
Kislippó é um município da Hungria, situado no condado de Baranya. Tem 8,37 km² de área e sua população em 2019 foi estimada em 284 habitantes.